# リリエンフェルト賞
リリエンフェルト賞（ Julius Edgar Lilienfeld Prize）は、アメリカ物理学会が授与する物理学の賞。ユリウス・エドガー・リリエンフェルトにちなんで1989年に創設され、賞金は10,000ドル。

## 受賞者
- 1989年: N. David Mermin
- 1990年: マイケル・ベリー
- 1991年: ダニエル・クレップナー
- 1992年: アラン・グース、クロード・コーエン＝タヌージ
- 1993年: デイヴィッド・シュラム
- 1994年: マーヴィン・コーエン
- 1995年: Valentine Telegdi
- 1996年: キップ・ソーン
- 1997年: Michael S. Turner
- 1998年: Douglas James Scalapino
- 1999年: スティーヴン・ホーキング
- 2000年: Robert J. Birgeneau
- 2001年: ローレンス・M・クラウス
- 2003年: フランク・ウィルチェック
- 2004年: H. Jeff Kimble
- 2005年: Robert H. Austin
- 2006年: Michail Schifman
- 2007年: リサ・ランドール
- 2008年: ユージン・スタンレー
- 2009年: Ramamurti Shankar
- 2010年: David Campbell、Shlomo Havlin
- 2011年: Gerald Gabrielse
- 2012年: Gordon Kane
- 2013年: マーガレット・ゲラー
- 2014年: Edward Ott
- 2015年: デイビッド・オーシャロム
- 2016年: David Pines
- 2017年: マーティン・リース
- 2018年: Naomi J. Halas
- 2019年: Katherine Freese
- 2020年: Joel R. Primack
- 2021年: William M. Jackson
- 2022年: Chang Kee Jung
- 2023年: バラバーシ・アルベルト・ラースロー
- 2024年: Edward Kolb
- 2025年: Bharat Ratra

## 参照
- Julius Edgar Lilienfeld Prize